# Willow (Alaska)
Willow is een plaats (census-designated place) in de Amerikaanse staat Alaska, en valt bestuurlijk gezien onder Matanuska-Susitna Borough.

## Demografie
Bij de volkstelling in 2000 werd het aantal inwoners vastgesteld op 1658.

## Geografie
Volgens het United States Census Bureau beslaat de plaats een oppervlakte van
1794,5 km², waarvan 1773,7 km² land en 20,8 km² water.